# Sugubine
Sugubine (cyr. Сугубине) – wieś w Serbii, w okręgu zlatiborskim, w gminie Sjenica. W 2011 roku liczyła 155 mieszkańców.